# Molí de Puigverd
El Molí de Puigverd és una obra gòtica de Puigverd d'Agramunt (Urgell) inclosa a l'Inventari del Patrimoni Arquitectònic de Catalunya. Al 2022 va començar la fase final del projecte de museïtzació d'aquest molí fariner amb l'objectiu de convertir-lo en un centre d’interpretació de la Vall del Sió. L’ajuntament de Puigverd d’Agramunt ha iniciat dos noves fases d’obres que començaran al 2025 per acabar el projecte de rehabilitació.

## Descripció
Molí de grans dimensions amb la façana tota ella de pedra picada, espitlleres i una gran portalada amb arc de mig punt que actualment es veu tapada i amb una obertura més petita. A l'interior hi ha una volta apuntada i una arcada que fins a la teulada. La bassa amb tres cacaus va desaparèixer en construir-s'hi unes granges al seu damunt.